# Heterostegane felix
Heterostegane felix is een vlinder uit de familie spanners (Geometridae). De wetenschappelijke naam van deze soort is voor het eerst geldig gepubliceerd in 1974 door Herbulot.
De soort komt voor in tropisch Afrika.